# Generic Error Modeling System
Beim Generic Error Modeling System (GEMS) handelt es sich um ein  Modell zur Beschreibung und Erklärung menschlicher Fehler, das drei Ebenen der kognitiven Handlungssteuerung unterscheidet: eine fertigkeitsbasierte, eine regelbasierte und eine wissensbasierte Ebene. Das Modell beruht auf der Annahme, dass menschliche Fehler ihre Ursache in der Steuerung von Handlungen und der Verarbeitung von Informationen haben. Das Modell wurde ursprünglich im Jahr 1990 vom britischen Psychologen James T. Reason (Universität Manchester) entwickelt und fand seither große Akzeptanz.

## Entstehung des Generic-Error-Modeling-Systems
Das GEMS findet seinen Ursprung in einer Kombination des Swiss-Cheese-Models und des SRK-Modells (SRK steht hierbei für Skill, Rule & Knowledge und entspricht den drei Ebenen der kognitiven Handlungssteuerung im GEMS). Das Swiss-Cheese-Model wurde im Jahr 1987 von James T. Reason und John Wreathall (einem Ingenieur aus dem Nuklearen Arbeitssektor) begründet und regelmäßig weiterentwickelt. Das SRK-Model wurde im Jahr 1983 vom dänischen Psychologen Jens Rasmussen entwickelt.
Die Entwicklung des GEMS stellt den Wechsel von Reason´s vorwiegend theoretischer Forschungsarbeit zu menschlichen Fehlern (dem Swiss-Cheese-Model) hin zu einer angewandten Forschung (in Form des GEMS) dar. Dieser Wechsel wurde durch Reason´s Arbeit im Bereich des Nuklearen Sektors begünstigt.

### Beginn der Forschungsarbeit zu menschlichen Fehlern
Den Ursprung für Reason´s Forschung zu menschlichen Fehlern bildete ein im Jahr 1977 von Reason selbst erlebter Verwechslungsfehler beim Füttern dessen Katze (er soll den Futternapf der Katze mit seiner Teetasse verwechselt haben). Dies verblüffte ihn derart, dass er begann ein Tagebuch über seine eigenen täglichen Fehler zu führen. Nachdem er sich auch in seiner Tätigkeit als Professor der Kognitionspsychologie zehn Jahre lang mit dem Forschungsthema der alltäglichen Fehler befasst hatte, veröffentlichte er 1987 schließlich eine Taxonomie unsicherer Handlungen. Als Experte auf dem Fachgebiet menschlicher Fehler, referierte Reason auf diversen internationalen Kongressen zu diesem Thema, wo er im Jahr 1981 den Ingenieur John Wreathall kennenlernte. Die beiden wurden Kollegen und gute Freunde.

### Die Bedeutung des Nuklearen Sektors für die Entstehung des GEMS
Reason und Wreathall forschten gemeinsam an Modellen zur Unfallprävention, wobei sie ihren Schwerpunkt auf die Erforschung von Unfällen im Nuklearen Arbeitssektor legten. Gründe hierfür waren unter anderem, dass Wreathall bereits in diesem Sektor beruflich tätig war, dass sich in den 1980er Jahren mehrere Unfälle in Atomkraftwerken ereignet hatten (z. B. Tschernobyl) und Reason die Chance ergriff, seine Forschungsarbeit anhand realer Daten aus dem Alltag in Atomkraftwerken noch weiter zu intensivieren. In Zusammenarbeit entwickelte das Forscherduo das Swiss-Cheese-Model, das die Ursache von Unfällen, an denen Menschen beteiligt sind, beschreiben soll.
Kurz nach der Entwicklung des Swiss-Cheese-Models präsentierte Reason ein neues, erweitertes Fehlermodell,  das Generic-Error-Modeling-System. Dieses soll über die theoretischen Annahmen des Swiss-Cheese-Models hinaus die Prozesse hinter dem Verhalten von Menschen beim Lösen von Problemen abbilden, indem es auf konkrete Arbeitstätigen eingeht.

## Definition menschlicher Fehler
Reason definiert den menschlichen Fehler als einen Oberbegriff, der alle Ereignisse umfassen soll, in denen eine geplante kognitive oder körperliche Tätigkeit nicht zu dem vorgesehenen Ergebnis führt und wenn gleichzeitig anzunehmen ist, dass dieses Versagen nicht durch einen Zufall verschuldet wurde. Reason unterscheidet die fehlerhafte Anwendung einer gut geplanten Maßnahme, die er als Ausrutscher oder Versehen definiert (englisch: slips and lapses) auf der einen Seite und die korrekte Anwendung einer jedoch falsch geplanten Maßnahme, die er als Fehler definiert (englisch: mistakes) auf der anderen Seite.

## Modellbeschreibung

### Entstehung von Fehlern: Drei Ebenen der kognitiven Handlungssteuerung
Im GEMS werden drei charakteristische Fehlertypen beschrieben, wobei jeder Fehlertyp einer Handlungssteuerungsebene zuzuordnen ist. Auf der fertigkeitsbasierten Ebene sind Ausrutscher und Versehen zu finden, auf der regelbasierten Ebene werden Verwechslungsfehler und Erkennungsfehler unterschieden und auf der wissensbasierten Ebene finden sich Denkfehler und Urteilsfehler.

#### Fertigkeitsbasierte Fehler
Einleitend kann gesagt werden, dass fertigkeitsbasierte Fehler dort auftreten, wo starke Routinen vorliegen, also immer wiederkehrende ähnliche Situationen, in denen ohne großem kognitiven Aufwand gehandelt wird. Fertigkeitsbasierte Fehler zeichnen sich dadurch aus, dass zwar ein korrekter Handlungsplan vorliegt, die Ausführung dieses Plans jedoch fehlerhaft ist.
Ausrutscher entstehen aufgrund eines Mangels an Aufmerksamkeit. Daher können z. B. Gewohnheiten zu einem Ausrutscher führen, also wenn eine gewohnte Handlung weiterhin ausgeführt wird, obwohl eine neue Vorgehensweise korrekt wäre. Beispiele hierfür können der Umstieg auf ein neues Computerprogramm oder eine neue Fertigungsanlage sein.
Versehen entstehen durch Erinnerungsfehler. Bei einem Versehen wird während einer Handlung das ursprüngliche Ziel der Tätigkeit vergessen, z. B. wenn bei der Abarbeitung einer umfangreichen Liste an Erledigungen Teilbereiche vergessen werden, deren Fehlen nicht unmittelbar bemerkbar ist. Konkreter könnte dies der Fall sein, wenn bei Wartungsarbeiten einzelne Teilschritte oder gar eine ganze Maschine vergessen werden.
Es kann gefolgert werden, dass es sich bei Versehen um sicherheitstechnisch schwerwiegendere Fehler handelt, als bei Ausrutschern. Grund hierfür ist, dass Versehen schwieriger zu identifizieren sind und sich deshalb auch weniger einfach berichtigen lassen.

#### Regelbasierte Fehler
Für die regelbasierten Fehler spielen Gewohnheiten ebenfalls eine große Rolle. Hier liegt der umgekehrte Fall zu den fertigkeitsbasierten Fehlern vor, da ein grundsätzlich falscher Handlungsplan aufgestellt, dieser jedoch korrekt ausgeführt wird. Ursache für die Wahl eines falschen Plans ist in den meisten Fällen eine Fehleinschätzung der vorliegenden Situation. Ursache wiederum für eine solche Fehleinschätzung ist typischerweise eine zu stark vereinfachte Wahrnehmung der Situation, aufgrund von Voreingenommenheiten, oder das Fehlen eines passenden Handlungsschemas.
Bei Verwechslungsfehlern wird eine Situation falsch klassifiziert, also einer falschen, aber in der Regel sehr ähnlichen Kategorie zugeordnet, wodurch eine für die vorliegende Situation unangemessene Aktion ausgeführt wird. Die Aktion wäre für die zugeordnete Kategorie zwar angemessen, die Kategorie ist jedoch in der Situation falsch gewählt. Ein Beispiel für einen typischen Verwechslungsfehler wäre, wenn für das Löschen eines Öl-Brandes Wasser verwendet wird.
Bei Erkennungsfehlern werden Rückmeldungen aus der Umgebung übersehen oder verwechselt, obwohl diese gut erkennbar sind. Ein Beispiel hierfür wäre, wenn ein Warnsignal an einer Maschine übersehen wird – z. B. wenn die Maschine Gefahr läuft zu überhitzen, eine Kontrollleuchte dies anzeigt, jedoch nicht darauf reagiert wird und die Maschine weiter verwendet wird.

#### Wissensbasierte Fehler
Wissensbasierte Fehler treten in Situationen auf, in denen keine routinierten Vorgehensweisen für das Bewältigen einer Aufgabe vorliegen, sondern selbstständig Lösungswege entwickelt werden müssen. Hierbei können unter anderem Fehler auftreten, wenn die Situation nicht korrekt eingeschätzt wird, ungeeignete Ziele aufgestellt werden oder im Zuge der Planung wichtige Teilhandlungen vergessen werden. Wissensbasierte Fehler entstehen vor allem durch die „begrenzte Rationalität“ des Menschen beim Versuch Probleme zu lösen. Menschen neigen wegen ihrer eingeschränkten Informationsverarbeitungskapazität dazu komplexe Probleme zu vereinfachen. Dadurch entsteht jedoch die Gefahr, dass etwas übersehen, ausgelassen oder nicht berücksichtigt wird, oder dass unvollständige bzw. suboptimale Regeln als Entscheidungsgrundlage herangezogen werden.
Wenn ein wissensbasierter Fehler innerhalb der Planungsphase passiert, spricht man von Denkfehlern. In der Regel wird hierbei Wissen, das eigentlich verfügbar wäre, nicht korrekt angewendet. Ein Beispiel wäre, wenn beim Reinigen einer Anlage nicht berücksichtigt wird, dass vor dem Durchspülvorgang bestimmte Ventile geschlossen werden müssen und in weiterer Folge die Spülflüssigkeit austritt.
Tritt der Fehler in der Rückmeldungsphase einer Handlung auf, also wenn die Reaktion bzw. Rückmeldung eines Systems an die anwendende Person von dieser falsch interpretiert wird, spricht man von Urteilsfehlern. Ein Beispiel könnte sein, dass bei der Herstellung eines neuartigen Flüssigkeit-Gas-Gemisches das einen veränderten Siedepunkt aufweist als ein zuvor verwendetes, die Anzeige der Anlage die dies anzeigen würde falsch interpretiert wird und in weiterer Folge Explosionsgefahr besteht.

### Beschreibung des Prozesses bei der Lösung von Problemen

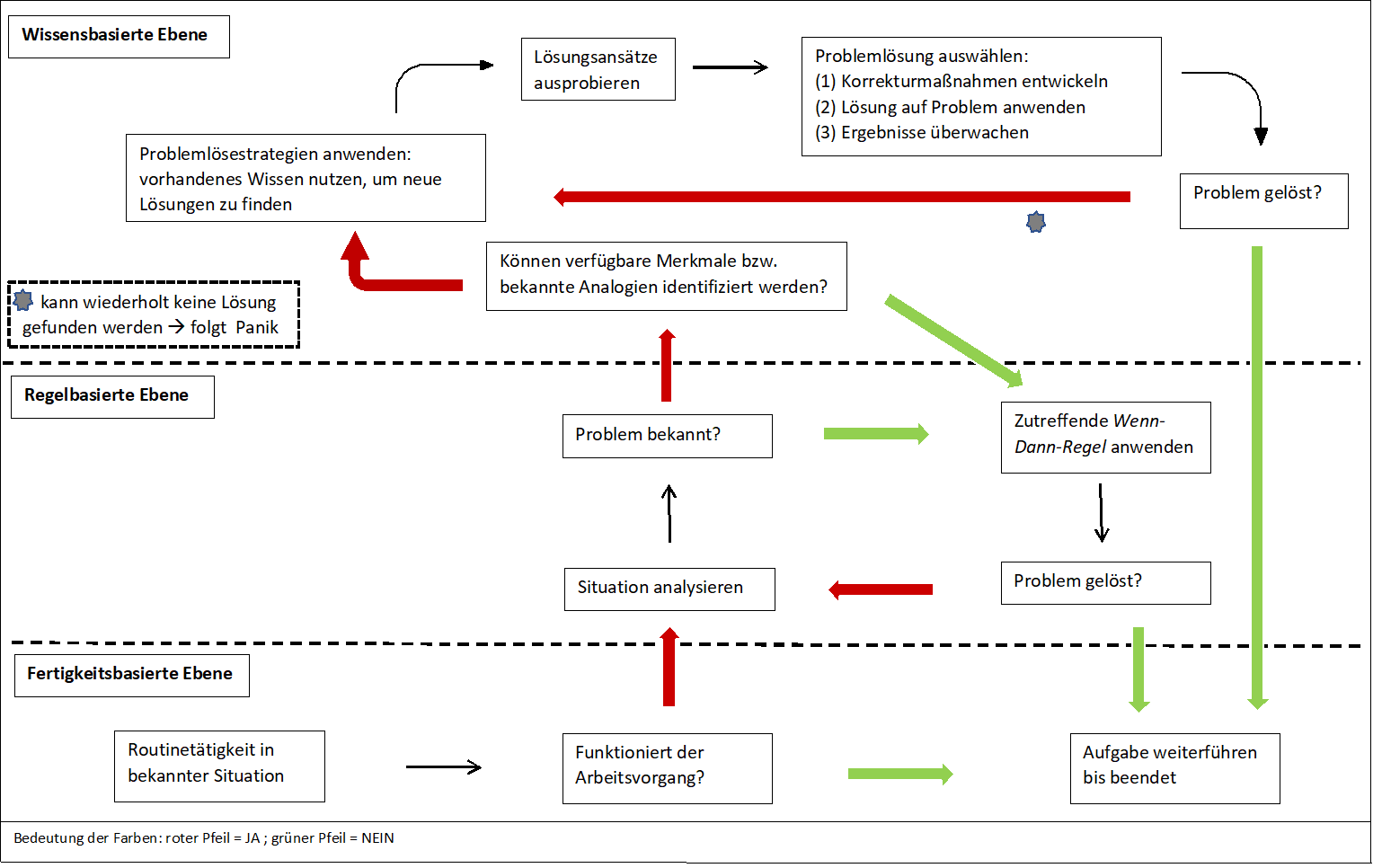
Schematische Darstellung des Generic-Error-Modeling-System in Anlehnung an U.S. Department of Energy (2009)

Die einzelnen Schritte zur Aufgabenbewältigung im Sinne des GEMS durchlaufen eine komplexe Abfolge, die zum besseren Verständnis üblicherweise schematisch dargestellt und im Folgenden kurz beschrieben wird.
Fertigkeitsbasierte Ebene
Wenn Menschen ihrer Arbeit nachgehen besteht in der Regel ein bedeutsamer Teil der Arbeitstätigkeiten aus routinierten Aufgaben, die wenig bewusste Aufmerksamkeit erfordern. Dennoch wird von der arbeitenden Person regelmäßig überprüft, ob der Arbeitsvorgang korrekt abläuft und sofern dies der Fall ist, wird die Aufgabe wie gehabt weitergeführt und auf der fertigkeitsbasierten Ebene fertiggestellt.
Regelbasierten Ebene
Wenn sich jedoch herausstellt, dass ein Problem aufgetreten ist – z. B. durch eine blinkende Kontrollleuchte ersichtlich – geht die arbeitende Person zur regelbasierten Ebene über. Dort wird die vorliegende Problemsituation dahingehend analysiert, ob es sich um ein bekanntes Problem handelt dem eine Regel nach dem Schema "Wenn Situation X gegeben ist, dann ist Aktion Y zu wählen" zugrunde liegt. Ist eine Lösung des Problems mit einer solchen "Wenn-Dann-Regel" erfolgreich möglich, geht die arbeitende Person zurück zur fertigkeitsbasierten Ebene über, um den Arbeitsvorgang weiterzuführen und fertigzustellen.
Wissensbasierten Ebene
Liegt keine Regel zur erfolgreichen Problembewältigung vor, wechselt die arbeitende Person zur wissensbasierten Ebene. Es wird versucht Analogien oder Teilmerkmale der Problemsituation mithilfe vorliegender Mentaler Modelle zu identifizieren und im nächsten Schritt werden neue Lösungsansätze ausprobiert und deren Ergebnisse überwacht. Dieser Vorgang wiederholt sich, bis entweder eine passende Lösung gefunden wurde (woraufhin die arbeitende Person die Aufgabe auf fertigkeitsbasierter Ebene zu Ende führt), oder aber es wird auch nach mehreren Versuchen keine passende Lösung gefunden, woraufhin die arbeitende Person in der Regel alleine nicht mehr weiter weiß und sich an jemanden wenden sollte.

### 12 Prinzipien menschlicher Fehler
Um menschliche Fehler noch besser zu verstehen, entwickelte James T. Reason zwölf theoriebasierte Grundsätze. Das Wissen über diese, soll bei der Umsetzung eines effektiven Fehlermanagements unterstützen. Die Prinzipien sollen präventiv und systematisch eingesetzt werden. Die zwölf Prinzipien werden nachfolgend aufgelistet.

1. Menschliche Fehler sind universell und unvermeidbar
Menschliche Fehler sind keine Frage des Gewissens. Menschliche Fehlbarkeit kann zwar gemäßigt, aber niemals eliminiert werden und das sollte sie auch nicht, da sie zum Mensch sein dazugehört.
2. Fehler sind an sich nicht schlechtErfolge und Fehler haben denselben psychologischen Ursprung. Ohne Erfolge und Fehler wäre der Mensch nicht in der Lage die Fähigkeiten zu lernen bzw. zu erwerben, die für sicheres und effizientes Arbeiten nötig sind. Fehler können als Begrenzungen verstanden werden, die helfen den richtigen Weg zu finden.
3. Man kann zwar die Bedingung des Menschseins an sich nicht ändern, aber man kann die Arbeitsbedingungen, unter denen Menschen arbeiten, verändernBei der Entstehung eines Fehlers spielen zwei Aspekte eine Rolle: der Geisteszustand eines Menschen und die Situation in der sich dieser Mensch befindet. Der Geisteszustand (z. B. Unaufmerksamkeit oder gelegentliche Vergesslichkeit) kann nicht geändert werden, die Situation jedoch schon. Situationen unterscheiden sich stark darin, in welchem Ausmaß sie ungewollte Handlungen provozieren. Die Identifikation von besonders Fehler provozierenden Situationen, sowie das Erkennen deren Kennzeichen sind essentielle vorbereitende Maßnahmen im Zuge eines wirksamen Fehlermanagements.
4. Die fähigsten Personen sind in der Lage die schlimmsten Fehler zu begehenNiemand ist vor Fehlern gefeit. Es ist ein Irrglaube, dass bestimmte Personen anfälliger für Fehler sind und die Entlassung dieser alle Probleme löst. Auch jemandem mit jahrzehntelanger Erfahrung kann irgendwann ein Fehler unterlaufen. Da die fähigsten Personen oft die verantwortungsvollsten Positionen innehaben, können deren Fehler folglich die größten Auswirkungen haben.
5. Es fällt Personen schwer, Handlungen zu vermeiden, die sie nicht mit Absicht ausführenPersonen für ihre Fehler die Schuld zuzuschreiben erscheint auf den ersten Blick zwar zufriedenstellend, ist jedoch nutzlos. Strafen sind nur dann sinnvoll, wenn eine schädliche Handlung mit böser Absicht begangen wurde, nicht aber wenn ein unbeabsichtigter Fehler eintritt. Schuldzuweisung und Verantwortlichkeit sollten nicht verwechselt werden. Jeder sollte für seine Fehler zur Verantwortung gezogen werden, sowie diese Fehler zugeben und sich bemühen eine Wiederholung zu vermeiden.
6. Fehler sind Folgen und keine UrsachenFehler haben eine Geschichte. In der Regel entstehen sie als Folge des Zusammenspiels komplexer Faktoren (z. B. Aufgabenstellungen, Menschen, Arbeitsplätze und organisationale Faktoren). Die Aufdeckung eines Fehlers leitet den Beginn der Suche nach Ursachen ein, nicht das Ende. Nur wenn wir die Umstände verstehen, können wir hoffen die Wahrscheinlichkeit für ein Wiederauftreten zu begrenzen.
7. Viele Fehler fallen auf wiederkehrende Verhaltensweisen zurückEs wird zwischen Fehlern unterschieden, die einmalig auftreten und solchen die immer wieder auftreten, weil sich beispielsweise falsche Gewohnheiten eingeschlichen haben oder eine unzureichende Kommunikation innerhalb einer Organisation vorliegt. Zu den Gewohnheitsfehlern zählt z. B. das Übersehen von einzelnen Aspekten bei komplexen Handlungsabfolgen. Da wiederkehrende Fehler deutlich häufiger vorkommen als einmalige, sind Maßnahmen im Zuge des Fehlermanagement am effektivsten die auf diese Art von Fehlern abzielen.
8. Sicherheitsrelevante Fehler können in allen Bereichen eines Systems auftretenFehler können innerhalb aller Ebenen einer Organisation auftreten – sowohl bei sogenannten Facharbeitskräften, als auch in der Führungsebene. Methoden des Fehlermanagements müssen daher im gesamten System Anwendung finden.
9. Beim Fehlermanagement geht es darum, das zu regeln was auch regelbar istSituationen und sogar Systeme können kontrolliert werden, die menschliche Natur – im weitesten Sinne – jedoch nicht. Menschen haben eine natürliche Neigung manchmal ablenkbar oder unaufmerksam zu sein, gedanklich auf etwas so fokussiert zu sein, dass anderes nicht mehr wahrgenommen wird oder gelegentlich Dinge zu vergessen. Leider versuchen viele Organisationen (erfolglos), wenn Fehler auftreten diese menschlichen Eigenschaften zu beseitigen, statt am System oder der Situation etwas zu ändern. Der Großteil der vorliegenden effektiven Lösungsansätze bezieht sich jedoch in erster Linie auf technische, prozessbezogene und organisatorische Faktoren, statt auf rein psychologische Maßnahmen.
10. Beim Fehlermanagement geht es darum gute Leute hervorragend werden zu lassenBeim Fehlermanagement geht es nicht darum zu Fehlern neigende Personen etwas besser zu machen, sondern gut ausgebildete und hoch motivierte Personen noch weiter zu verbessern. Dafür braucht es Schulungen und Übung, um sowohl fachliche als auch mentale Kompetenz zu erlangen. Mentale Kompetenz zeigt sich vor allem darin, dass hervorragend handelnde Personen sich für gewöhnlich routinemäßig auf potenziell herausfordernde Tätigkeiten vorbereiten, indem sie verschiedene Situationen und mögliche Verhaltensweisen im Geiste durchgehen. Dadurch entwickeln sie eine mentale Bereitschaft, die schnelles zielgerichtetes Handeln im Ernstfall ermöglicht. Methoden die die Fähigkeit zur Fehlererkennung verbessern sind genauso wichtig, wie die Erzeugung eines Bewusstseins dafür, wie Fehler überhaupt entstehen.
11. Es gibt nicht „den einen“ richtigen WegEs gibt kein Universalkonzept, dass für jede Organisation und jeden Fehler anwendbar ist. Fehlern liegen verschiedene Ursachen zugrunde, daher bedürfen verschiedene Probleme unterschiedlicher Lösungsmethoden. Organisationen sollten auf Basis dieser zwölf Prinzipien individuelle Konzepte entwickeln, die zu ihrem Unternehmen passen – so wird auch die Bereitschaft der Belegschaft erhöht die Maßnahmen zu befolgen.
12. Wirkungsvolles Fehlermanagement braucht kontinuierliche Verbesserungen und nicht nur lokale FehlerkorrekturenGerade weil die Versuchung oft groß ist sich lediglich auf die zuletzt in einem System aufgetretenen Fehler zu fokussieren, ist es wichtig zu wissen, dass dies nicht zielführend ist. Vielmehr ist ein kontinuierlicher Prozess zur Verbesserung eines Systems nötig. Hierfür braucht es sowohl verbesserte Arbeitsbedingungen für die Mitarbeiterschaft, als auch eine Verstärkung bzw. Ausweitung von Sicherheitsmaßnahmen innerhalb des Systems. Ziel sollten zudem immer Maßnahmen sein, die ganze Gruppen von Fehlertypen eindämmen und nicht nur einzelne Fehler.

## Rezeption
Beim GEMS handelt es sich um ein sehr bekanntes Modell im Bereich von menschlichen Fehlern. Daher findet das Modell in verschiedenen Bereichen Anwendung und wird vielfach diskutiert und zum Teil auch kritisiert.

### Anwendung in der Praxis
Das GEMS wurde und wird nach wie vor immer wieder von diversen Fachbereichen aufgegriffen und auf die jeweiligen vorliegenden potenziellen Fehlerquellen übertragen. So wurde das GEMS beispielsweise dafür herangezogen eine Taxonomie von Fehlern, die im Zusammenhang des Lenkens von Fahrzeugen (PKW und LKW), entstehen können zu entwickeln. Durch das mithilfe des GEMS erlangte bessere Verständnis zur Entstehung menschlicher Fehler gelang es sogar, aufbauend auf dieser Taxonomie, intelligente Lösungen zur Prävention häufig auftretender Fehler beim Lenken von Fahrzeugen zu entwickeln. Eine weitere Anwendung des GEMS findet sich z. B. im Bereich der Informationssicherheit. Hier wird das GEMS sogar als das am besten passende Modell (weil inhaltlich umfangreich und leicht verständlich) für die Entwicklung eines soziotechnischen Ansatzes zur Identifikation und Prävention von Fehlern im technischen Arbeitssektor, bezeichnet. Denn auch der Faktor Mensch muss als zentraler Akteur bei technischen Problemen berücksichtigt werden. Auch im medizinischen Kontext findet das GEMS Anwendung. So wurden unter Zuhilfenahme des Modells Fehler im Bereich der Geburtshilfe identifiziert und in weiterer Folge Strategien entwickelt, um diese Fehler in Zukunft zu minimieren und somit die Sicherheit für werdende Mütter noch weiter zu erhöhen. Als weitere Fachbereiche die das GEMS bisher bereits verwendet haben seien folgende zu nennen: Luftfahrt, Marine, Gesundheitswesen, Eisenbahn, Verteidigungssektor, Nuklearer Sektor, Öl- und Gas-Branche sowie der Verkehrssektor.

### Kritik am Modell
Dem GEMS wird immer wieder vorgeworfen, dass es ein zu stark theoretisches Modell darstellt, das nur selten vollständig auf real existierende Situationen umzulegen ist. Dem Modell wird vorgeworfen, dass eine umfangreiche Datenerhebung, welche in der Regel nur im Rahmen wissenschaftlicher Forschung erfolgt, Voraussetzung ist, um sinnvoll mit dem Modell arbeiten zu können. Vielmehr sei es jedoch wichtig, das Modell direkt auf bereits vorliegende Situationen im beruflichen Alltag anwenden zu können.
Ein weiterer kritisierter Aspekt am Modell ist, dass eine eindeutige Differenzierung der verschiedenen Ebenen (fertigkeitsbasiert, regelbasiert und wissensbasiert) im Praxisalltag nicht immer möglich ist. Es werden Überschneidungen z. B. zwischen der regelbasierten und der wissensbasierten Ebene diskutiert, da in der Praxis beobachtet wurde, dass auch neue, weniger komplexe Probleme in kleine Einheiten zerteilt werden, um mithilfe bekannter Regeln Lösungen zu finden. Auch Reason selbst scheint sich diesem Problem der Zweideutigkeit bewusst zu sein, da er selbst in einer früheren Modelanpassung Änderungen in der Zuordnung von Fehlern auf der regelbasierten bzw. wissensbasierten Ebene vornahm.